# Сухопутные войска
Сухопу́тные войска́ — постоянное формирование (вид вооружённых сил (ВС)) многих государств мира, наряду с военно-морским флотом (силами) и военно-воздушными силами (флотом).
В ЭСБЕ указано что Сухопутные войска — действующие на суше, противополагаются морским, входящие в постоянные вооружённые силы. Сокращённое наименование, в русском и советском военном деле — СВ. В некоторых государствах могут называться сухопутными силами, армией (например Русская армия, РККА, Армия США, и так далее). В Германии этот вид вооружённых сил называется Хеер. В военном деле России советского периода в 1920-е годы также использовалось словосочетание — Земные войска.
СВ традиционно состоят из органов управления, стрелковых (пехотных), кавалерийских (ранее), артиллерийских, моторизованных и механизированных подразделений, частей, соединений и объединений. Могут также иметь собственные авиационные формирования, называемые Авиацией Сухопутных войск или Армейской авиацией и Войска ПВО. Сухопутные войска — наиболее многочисленный вид вооружённых сил любого государства и именно на них ложится основная нагрузка в любом вооружённом конфликте (войне).

## История
Появление вооружённой силы (войско, сухопутной силы, позднее водной (морской) и воздушной (космической), в период развития цивилизаций в мире, напрямую связано с разделением общества земель (краёв, стран), в том числе и первобытно-общинного, на привилегированных и простых людей, а позднее на сословия и позднее классы, с созданием государств.
Развитие сухопутной вооружённой силы было в тесной связи с социально-экономическим развитием государства:

...Ничто так не зависит от экономических условий, как именно армия и флот. Вооружение, состав, организация, тактика и стратегия зависят прежде всего от достигнутой в данный момент ступени производства и от средств сообщения. Не «свободное творчество ума» гениальных полководцев действовало здесь революционизирующим образом, а изобретение лучшего оружия и изменение солдатского материала...— «Фридрих Энгельс. Из книги Анти-Дюринг»
В рабовладельческих государствах войско (СВ) состояли из дружин монархов (князей, царей и так далее) и ополчения свободных людей (граждан). Сословие рабов на военную службу не допускалось (не всегда). Дальнейшее развитие войска приобрело обособления от широких слоёв населения. В некоторых государствах древнего мира, таких как Египет, Индия и так далее, комплектование войска стала приобретать кастовый характер.
По мере развития рабовладельческого строя, обезземеливания и разорения значительной части свободных граждан, была введена система вербовки разорившихся крестьян и получивших свободу рабов. В Древней Персии при династии Ахеменидов, Карфагене и Римской империи и в других античных государствах для комплектования войска привлекались иностранные наёмники. Начали появляться войска постоянного состава из профессиональных военнослужащих, набранных по найму, со сложной многоуровневой организацией войск и управлением. Начиная с античных времён происходило разделение вооружённых сил на армию (сухопутные войска) и флот, состоявший из гребных кораблей. Основными родами войск в сухопутных войсках стали пехота и кавалерия. Кавалерия играла вспомогательную роль.
В Римской империи войско состояла из частей (легионов) и подразделений (когорты и центурии). Личный состав сухопутной и водной вооружённых сил рабовладельческих государств в основном не превышал 100 000 человек, и воины были как солдатами так и моряками, а состав флота был в пределах 200 — 300 кораблей. Войско Римской империи включала в себя от 250 000 до 450 000 человек. В основном на его  вооружении того периода были белое (холодное) и стрелковое (метательное) индивидуальное и коллективное вооружение. В технически развитых государствах имелись метательные и стенобитные машины.
Преобладание натурального хозяйства и слабость государственного аппарата в период раннего и развитого феодализма в государствах Западной Европы не давали условий для создания войск постоянного состава. Развитие феодальных отношений  позволил осуществить переход от ополчения раннефеодальных государств к ополчению вассалов и подвассалов. Все феодалы занимались военным делом и содержали вооружённые отряды. Пехота переживала упадок а главным родом войск являлась тяжёлая рыцарская конница. Флот использовался только для перевозки войск. В ходе крупных походов численность вооружённых сил не превышала 50 000 — 60 000 человек.
В России, имперского периода постоянные вооружённые силы состояли из войск сухопутных и морских, а постоянные сухопутные войска составляли:
а) армия, пополняемая ежегодными наборами людей со всей империи;
б) запас армии, служащий для приведения войск в полный состав и состоящий из людей, уволенных до выслуги полного срока службы;
в) казачьи войска и
г) войска, образуемые из инородцев.

## Рода оружия
Рода оружия это раннее название родов войск (сил), и в Сухопутные войска входили следующие рода войск и сил, в зависимости от военного дела того или иного государства, на тот или иной период времени:
- Пехота (инфантерия) — лёгкая, средняя и тяжёлая, современные разновидности мотострелковые войска, ранее стрелковые (Россия), (мотопехотные войска (Германия)) — основное средство доставки живой силы, к месту выполнения задач, автомобильная и специальная техника.
  - Ездящая пехота или Драгуны пешей службы;
- Кавалерия (конница) — лёгкая, средняя и тяжёлая:
  - Конные стрелки;
  - Рейтары;
  - Гусары;
  - Драгуны (конной службы);
- Танковые войска (силы) (броневые силы, подвижные войска, механизированные войска, бронетанковые войска)
- Ракетные войска и артиллерия
- Сухопутная (войсковая) ПВО
- Армейская авиация (фронтовая, тактическая, окружная, войсковая)
- Воздушно-десантные войска (аэромобильные войска (силы) (Казахстан), десантно-штурмовые войска (Украина), силы (войска) быстрого реагирования, войска (силы) специального назначения (СпН) (США)), современная разновидность пехоты, предназначены для высадки с воздуха в тылу противника или для быстрого развёртывания в географически удалённых районах — основное средство доставки живой силы — авиатехника (могут быть в составе ВВС или самостоятельным родом войск в ВС (Россия)
- Армейский флот

## Сухопутные войска России
Сухопутные войска (СВ) — вид Вооруженных Сил Российской Федерации, предназначенный для прикрытия Государственной границы, отражения ударов агрессора, удержания занимаемой территории, разгрома группировок войск и овладения территорией противника.
День Сухопутных войск — профессиональный праздник военнослужащих и гражданских служащих сухопутных войск России. Этот день отмечается в России ежегодно, 1 октября.

### Русское царство
- Русское войско
- Армия России при Петре I

### Имперский период
- Русская императорская армия

### Советский период
Организация вооружённых сил трудящихся есть Рабоче-крестьянская красная армия Союза ССР.

Рабоче-крестьянская красная армия разделяется на сухопутные, морские и воздушные силы.

В состав Рабоче-крестьянской красной армии входят также войска специального назначения: войска Объединённого государственного политического управления и конвойные войска.— Статья 2., Раздел I., Закона Союза ССР «Об обязательной военной службе», Утверждён ЦИК Союза СССР, СНК Союза СССР, 13 августа 1930 г., № 42/253б

#### Сухопутные войска ВС СССР
В 1946 году Красная Армия (РККА) была переименована в Советскую Армию (СА), а сухопутные силы РККА в Сухопутные войска Вооружённых сил СССР (СВ ВС СССР, СВ СССР).
Сухопутные войска — вид Вооружённых сил СССР, предназначенный для ведения боевых действий преимущественно на суше, наиболее многочисленный и разнообразный по вооружению и способам ведения боевых действий. По своим боевым возможностям способен самостоятельно или во взаимодействии с другими видами ВС вести наступление в целях разгрома группировок войск противника и овладения его территорией, наносить огневые удары на большую глубину, отражать вторжение противника, его крупные воздушные и морские десанты, прочно удерживать занимаемые территории, районы и рубежи. В своём составе СВ имеют различные рода войск, специальные войска и специальные службы (спецслужба). В организационном отношении СВ состоят из подразделений, частей, соединений и объединений.
СВ делились на рода войск (мотострелковые войска, танковые войска, воздушно-десантные войска, ракетные войска и артиллерия, войска войсковой ПВО (рода войск), армейская авиация, а также части и подразделения специальных войск (инженерных, связи, радиотехнических, химические, технического обеспечения, охраны тыла — не путать с частями специального назначения (СпН)). Кроме того имелись в СВ части и учреждения тыла.
Возглавлял СВ СССР главнокомандующий, являвшийся заместителем Министра обороны СССР. Ему подчинялись Главный штаб и управления СВ СССР.
Штаб-квартира — город Москва.
Знамя сухопутных войск использовалось во время военных парадов на Красной площади в Москве девятого мая и седьмого ноября.
В роте почётного караула использовался флаг с гербом СССР и орнаментом на полях флага, для обозначения СВ ВС СССР.
Главнокомандующие, являвшиеся заместителем Министра обороны СССР (года)
- 1946—1946 — Г. К. Жуков, Маршал Советского Союза
- 1946—1950 — И. С. Конев, Маршал Советского Союза
- 1955—1956 — И. С. Конев, Маршал Советского Союза
- 1956—1957 — Р. Я. Малиновский, Маршал Советского Союза
- 1957—1960 — А. А. Гречко, Маршал Советского Союза
- 1960—1964 — В. И. Чуйков, Маршал Советского Союза
- 1967—1980 — И. Г. Павловский, генерал армии
- 1980—1985 — В. И. Петров, Маршал Советского Союза
- 1985—1989 — Е. Ф. Ивановский, генерал армии
- 1989—1991 — В. И. Варенников, генерал армии
- 1991—1992 — В. М. Семёнов, генерал армии

СВ ВС СССР делились по территориальному принципу на военные округа (группы войск), военные гарнизоны:
- Московский военный округ (ОЛМВО)
- Ленинградский военный округ (ЛенВО)
- Прибалтийский военный округ (ПрибВО)
- Белорусский военный округ (БелВО)
- Киевский военный округ (ККВО)
- Прикарпатский военный округ (ПрикВО)
- Одесский военный округ (КОдВО)
- Северо-Кавказский военный округ(КСКВО)
- Закавказский военный округ (ЗакВО)
- Приволжский военный округ (ПриВО)
- Среднеазиатский военный округ (САВО)
- Туркестанский военный округ (КТуркВО)
- Уральский военный округ (УрВО)
- Сибирский военный округ (СибВО)
- Забайкальский военный округ (ЗабВО)
- Дальневосточный военный округ (КДВО)
- Северная группа войск (СГВ)
- Центральная группа войск (ЦГВ)
- Группа советских войск в Германии(ГСВГ), позднее — Западная группа войск (ЗГВ)
- Южная группа войск (ЮГВ)

### Современный период

#### Боевое назначение и возможности
Сухопутные войска — самый многочисленный по боевому составу вид Вооружённых Сил Российской Федерации. Они предназначены для разгрома группировок войск противника, овладения и удержания его территорий, районов и рубежей, отражения вторжений противника и его крупных воздушных десантов.

#### Структура и руководство
Главнокомандующим Сухопутными войсками (с 2014 года) является генерал армии Олег Леонидович Салюков.
В Сухопутные войска входят следующие рода войск, специальные войска и службы:
- Мотострелковые войска;
- Танковые войска;
- Ракетные войска и артиллерия;
- Войска противовоздушной обороны;
- Инженерные войска;
- Войска радиационной, химической и биологической защиты;
- Войска связи;
- и другие.

Организационно, сухопутные войска состоят из взводов, рот, батальонов, полков, бригад и дивизий, которые потом подчиняются управлению армии, корпуса или напрямую округа. На 2017 год Сухопутные войска РФ насчитывают 12 общевойсковых армий и 1 армейский корпус при общей численности около 280 000 человек.

## Сухопутные войска КНР
Сухопутные войска КНР представляют собой наиболее многочисленный вид вооруженных сил. Вместе со стратегическими ракетными войсками, военно-воздушными и военно-морскими силами они составляют Народно-освободительную армию Китая (НОАК).

## Сухопутные войска США
Армия США является сухопутными силами (войсками), предназначенными для ведения боевых действий на суше, при этом армия организационно отделяется от ВМС и от ВВС, корпуса морской пехоты, транспортного корпуса, Национальной гвардии, Береговой охраны, военной полиции. Входит в состав Вооружённых сил США, и является видом.